# 佐伯市道山際線

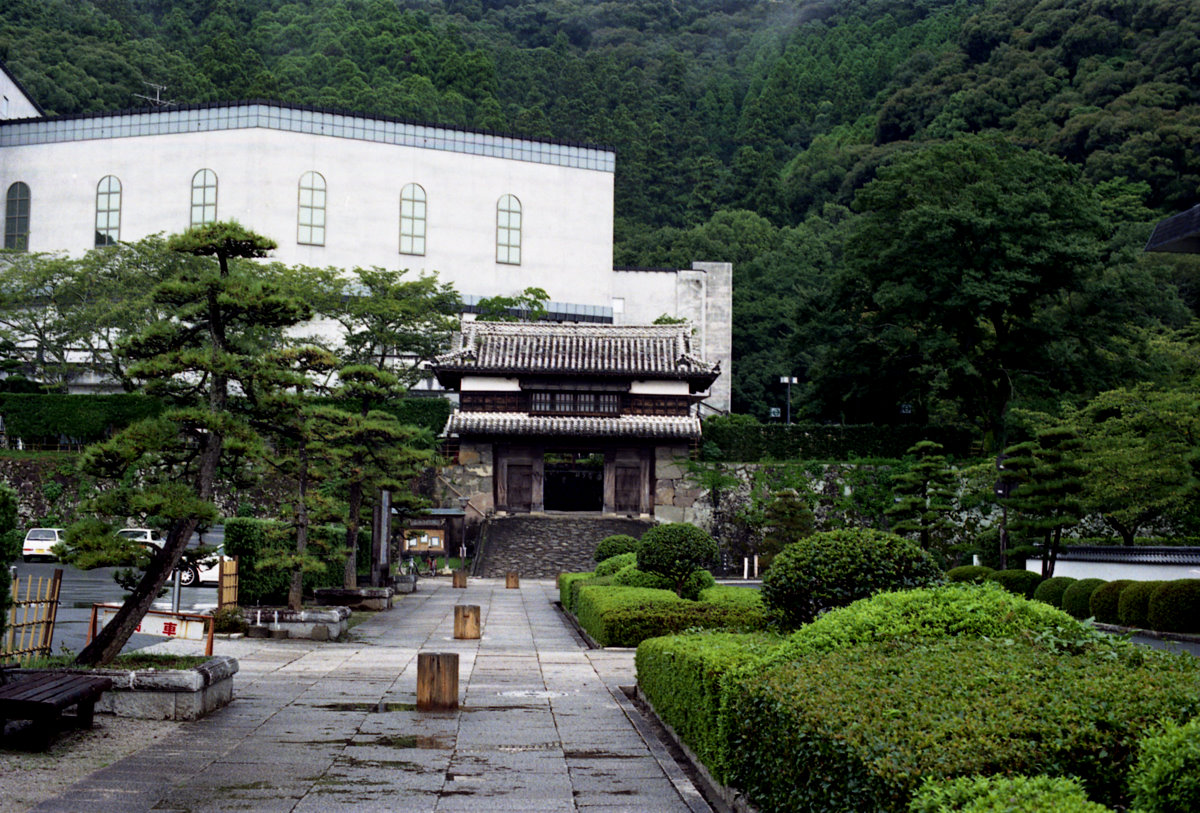
佐伯市道山際線
佐伯城三ノ丸櫓門付近の歩道

佐伯市道山際線（さいきしどうやまぎわせん）は、大分県佐伯市にある市道である。

## 概要
国道217号大手前交差点から山手に至る0.5 km区間の市道である。
市街地背後にある城山の東麓を走るこの道は、毛利氏12代の城下町の面影が残されている。また、明治時代の小説家国木田独歩が教師として佐伯に赴任した際の下宿があった独歩ゆかりの道でもある。そのため、「歴史と文学のみち」と名付けられ、1986年（昭和61年）8月10日に、旧建設省と「道の日」実行委員会により制定された「日本の道100選」に選定されており、大手前交差点付近の歩道に日本の道100選の顕彰碑が建つ。
都市計画事業として道路を拡幅した際に、町並みにふさわしい都市空間を創造するために、歩道に石畳を敷き詰めて、沿道にクロマツ並木がつくられ、電線を地中化するなど歴史的景観を守る街路づくりが行われている。
沿道には城山東麓の三の丸御殿跡の正門であった櫓門のほか、一角に矢野龍渓の生誕地や国木田独歩が寄萬していたという武家屋敷が現存し、藩主・毛利氏の菩提寺であった養賢寺がある。

## 沿道

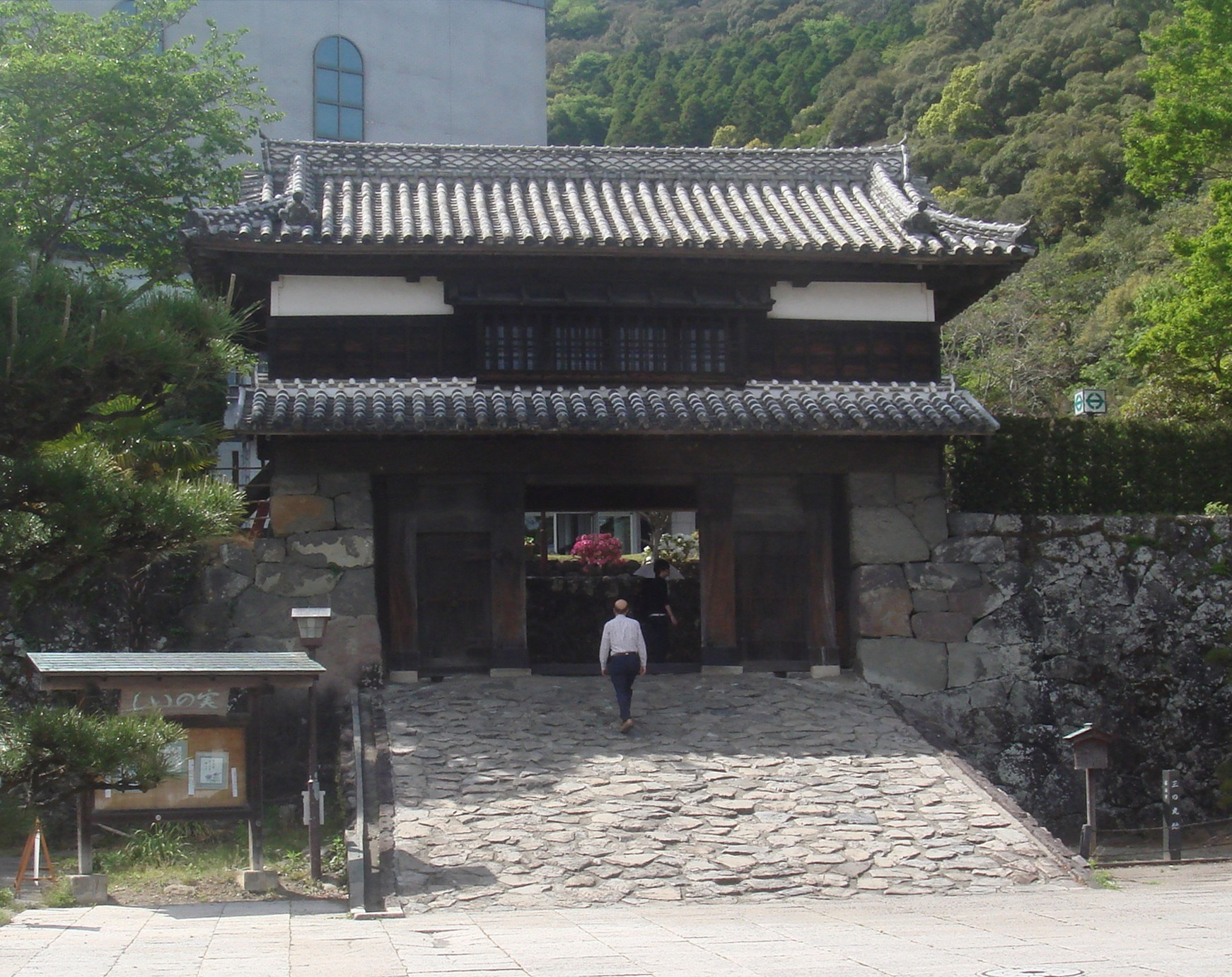
佐伯城三ノ丸櫓門

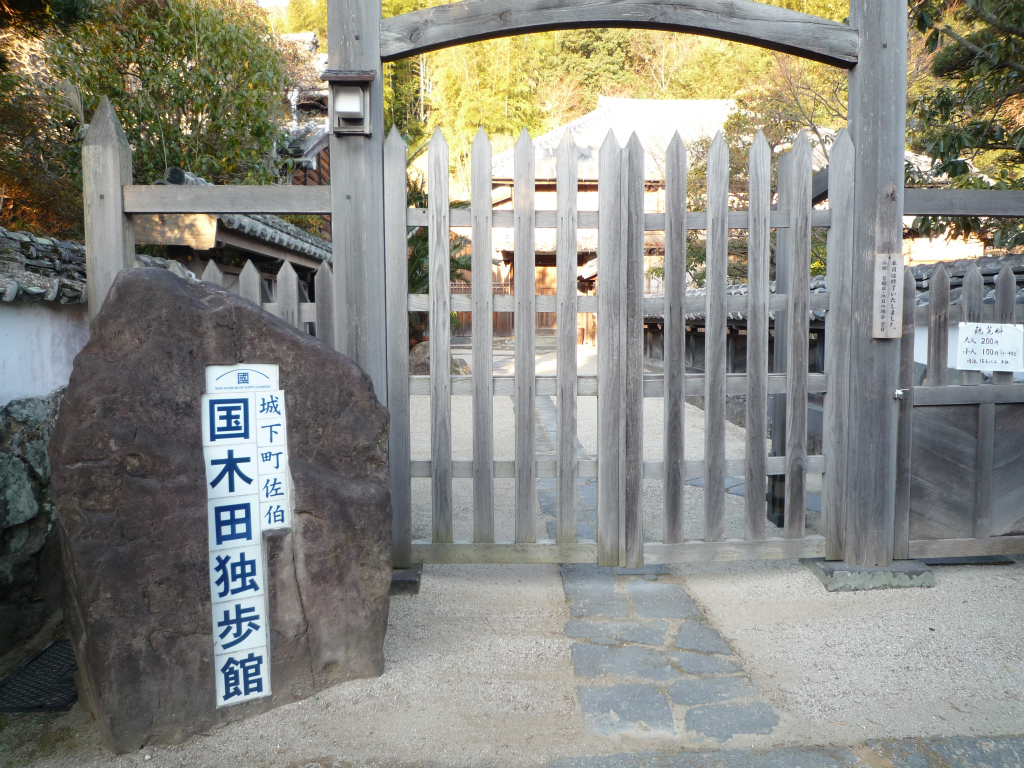
城下町佐伯 国木田独歩館

佐伯城三ノ丸櫓門（やぐらもん）
佐伯城三の丸御殿の正門として寛永14年（1638年）に建てられた。大分県指定有形文化財。
矢野龍渓生家跡
文学者、政治家、ジャーナリストであった矢野龍渓の生家跡。佐伯小学校の校地となっており、その隅に「藩主から賜った先祖の地を佐伯小学校に贈る」旨が記された石碑と、生家跡を示す石碑が並んで立っている。
安井（あんせい）
佐伯藩第8代藩主毛利高標の頃の藩医であった今泉元甫が私財を投じて掘削した井戸のひとつ。国木田独歩の作品にも描かれている。元甫が掘った甘泉・安井・某泉の3本の井戸は「今泉元甫の三義井」と呼ばれる。
山際史跡広場（山中屋敷跡）
この通りは、江戸時代には佐伯藩の上級武士の屋敷が建ち並んでいた。山中屋敷跡はそのような武家屋敷の跡で、2014年（平成22年）に礎石等を活かして、山際史跡広場として整備された。
茶室 汲心亭
「お茶を汲むということはお客様に心を汲んで接待する」ことから命名された。本館の「更新軒」と草庵の「五味庵」からなる。抹茶を有料で提供している。
城下町佐伯 国木田独歩館
鶴谷学館の教師として佐伯に赴任した独歩が、1893年（明治26年）10月から1894年（明治27年）6月末まで下宿した鶴谷学館館長坂本永年宅の主屋と土蔵を、独歩の資料館として公開したものである。。
養賢寺
佐伯藩主であった毛利家の菩提寺。本堂裏に歴代藩主の五輪塔がある。